# A kálium izotópjai
A káliumnak (K) 24 ismert izotópja létezik. A természetben három izotóp fordul elő: 39K (93,3%), 40K (0,012%) és a 41K (6,7%). A kálium standard atomtömege 39,0983(1) u. A természetes 40K stabil elektronbefogással és pozitron-kibocsátással 40Ar (11,2%) izotópra bomlik, illetve béta-bomlás során 40Ca (88,8%) izotóppá alakul. A 40K felezési ideje 1,250·109 év.
A 40K 40Ar-né történő bomlása gyakran használt módszert tesz lehetővé a kőzetek életkorának meghatározására. A hagyományos kálium-argon kormeghatározás azon a feltevésen alapszik, hogy a kőzet a keletkezésekor nem tartalmazott argont, és hogy az összes radioaktív bomlás során keletkezett argon (azaz 40Ar) kvantitatívan a kőzetben maradt. Az ásványok életkorát úgy határozzák meg, hogy megmérik a kálium és a felgyűlt radiogén 40Ar koncentrációját. A kormeghatározásra legalkalmasabb ásványok közé a biotit, muszkovit, a mélységi/nagy mértékben átalakult amfibol és a vulkáni földpát tartoznak. 
A kormeghatározáson kívül a kálium izotópokat kiterjedten használták nyomjelzőként a mállási folyamatok vizsgálatában. Felhasználták a biogeokémiai körforgások vizsgálatai során is, mivel a kálium az élethez szükséges makroelem.
A 40K elegendő mennyiségben fordul elő a természetes káliumban (és így néhány kereskedelmi forgalomban levő sóhelyettesítő anyagban) ahhoz, hogy egy nagyobb zacskó sópótló tantermi demonstrációkhoz radioaktív sugárforrásként lehessen használni. Az egészséges állati és emberi szervezetben a 40K a legnagyobb aktivitású radioizotóp, megelőzi még a 14C-et is. Egy 70 kg-es emberi testben másodpercenként kb. 4400 40K atommag bomlik el.

## Táblázat
| Az izotóp jele | Z(p)                | N(n)                | Az izotóp tömege (u) | felezési idő    | magspin   | jellemző izotóp- összetétel (móltört) | természetes ingadozás (móltört) |
| Az izotóp jele | gerjesztési energia | gerjesztési energia | gerjesztési energia  | felezési idő    | magspin   | jellemző izotóp- összetétel (móltört) | természetes ingadozás (móltört) |
| -------------- | ------------------- | ------------------- | -------------------- | --------------- | --------- | ------------------------------------- | ------------------------------- |
| 32K            | 19                  | 13                  | 32,02192(54)#        |                 | 1+#       |                                       |                                 |
| 32mK           | 950(100)# keV       | 950(100)# keV       | 950(100)# keV        | ?               | 4+#       |                                       |                                 |
| 33K            | 19                  | 14                  | 33,00726(21)#        | <25 ns          | (3/2+)#   |                                       |                                 |
| 34K            | 19                  | 15                  | 33,99841(32)#        | <25 ns          | 1+#       |                                       |                                 |
| 35K            | 19                  | 16                  | 34,988010(21)        | 178(8) ms       | 3/2+      |                                       |                                 |
| 36K            | 19                  | 17                  | 35,981292(8)         | 342(2) ms       | 2+        |                                       |                                 |
| 37K            | 19                  | 18                  | 36,97337589(10)      | 1,226(7) s      | 3/2+      |                                       |                                 |
| 38K            | 19                  | 19                  | 37,9690812(5)        | 7,636(18) perc  | 3+        |                                       |                                 |
| 38m1K          | 130,50(28) keV      | 130,50(28) keV      | 130,50(28) keV       | 924,2(3) ms     | 0+        |                                       |                                 |
| 38m2K          | 3458,0(2) keV       | 3458,0(2) keV       | 3458,0(2) keV        | 21,98(11) µs    | (7+),(5+) |                                       |                                 |
| 39K            | 19                  | 20                  | 38,96370668(20)      | STABIL          | 3/2+      | 0,932581(44)                          |                                 |
| 40K            | 19                  | 21                  | 39,96399848(21)      | 1,248(3)·109 év | 4‒        | 0,000117(1)                           |                                 |
| 40mK           | 1643,639(11) keV    | 1643,639(11) keV    | 1643,639(11) keV     | 336(12) ns      | 0+        |                                       |                                 |
| 41K            | 19                  | 22                  | 40,96182576(21)      | STABIL          | 3/2+      | 0,067302(44)                          |                                 |
| 42K            | 19                  | 23                  | 41,96240281(24)      | 12,360(12) óra  | 2‒        |                                       |                                 |
| 43K            | 19                  | 24                  | 42,960716(10)        | 22,3(1) óra     | 3/2+      |                                       |                                 |
| 44K            | 19                  | 25                  | 43,96156(4)          | 22,13(19) perc  | 2‒        |                                       |                                 |
| 45K            | 19                  | 26                  | 44,960699(11)        | 17,3(6) perc    | 3/2+      |                                       |                                 |
| 46K            | 19                  | 27                  | 45,961977(17)        | 105(10) s       | 2(‒)      |                                       |                                 |
| 47K            | 19                  | 28                  | 46,961678(9)         | 17,50(24) s     | 1/2+      |                                       |                                 |
| 48K            | 19                  | 29                  | 47,965514(26)        | 6,8(2) s        | (2‒)      |                                       |                                 |
| 49K            | 19                  | 30                  | 48,96745(8)          | 1,26(5) s       | (3/2+)    |                                       |                                 |
| 50K            | 19                  | 31                  | 49,97278(30)         | 472(4) ms       | (0‒,1,2‒) |                                       |                                 |
| 51K            | 19                  | 32                  | 50,97638(54)#        | 365(5) ms       | 3/2+#     |                                       |                                 |
| 52K            | 19                  | 33                  | 51,98261(75)#        | 105(5) ms       | (2‒)#     |                                       |                                 |
| 53K            | 19                  | 34                  | 52,98712(75)#        | 30(5) ms        | (3/2+)#   |                                       |                                 |
| 54K            | 19                  | 35                  | 53,99420(97)#        | 10(5) ms        | 2‒#       |                                       |                                 |
| 55K            | 19                  | 36                  | 54,99971(107)#       | 3# ms           | 3/2+#     |                                       |                                 |

## Fordítás
- Ez a szócikk részben vagy egészben  az   Isotopes of potassium című angol Wikipédia-szócikk ezen változatának fordításán alapul.  Az eredeti cikk szerkesztőit annak laptörténete sorolja fel. Ez a jelzés csupán a megfogalmazás eredetét és a szerzői jogokat jelzi, nem szolgál a cikkben szereplő információk forrásmegjelöléseként.

## Külső hivatkozások
- Izotóptömegek: Ame2003 Atomic Mass Evaluation by G. Audi, A.H. Wapstra, C. Thibault, J. Blachot and O. Bersillon in Nuclear Physics A729 (2003).
- Izotópösszetétel és standard atomtömegek: Atomic weights of the elements. Review 2000 (IUPAC Technical Report). Pure Appl. Chem. Vol. 75, No. 6, pp. 683-800, (2003) and Atomic Weights Revised (2005) Archiválva 2008. március 5-i dátummal a Wayback Machine-ben.
- A felezési időkre, a spinekre és az izomer adatokra vonatkozó információk az alábbi forrásokból származnak:
  - Audi, Bersillon, Blachot, Wapstra. The Nubase2003 evaluation of nuclear and decay properties Archiválva 2011. július 16-i dátummal a Wayback Machine-ben, Nuc. Phys. A 729, pp. 3-128 (2003).
  - National Nuclear Data Center, Brookhaven National Laboratory. Information extracted from the NuDat 2.1 database (Hozzáférés ideje: Sept. 2005).
  - David R. Lide (ed.), Norman E. Holden in CRC Handbook of Chemistry and Physics, 85th Edition, online version. CRC Press. Boca Raton, Florida (2005). Section 11, Table of the Isotopes.

| Az argon izotópjai | A kálium izotópjai | A kalcium izotópjai |
| Izotópok listája   |                    |                     |